# Franz König
Franz König (ur. 3 sierpnia 1905 w Warth koło Rabenstein, zm. 13 marca 2004 w Wiedniu) – austriacki duchowny rzymskokatolicki, doktor nauk teologicznych, biskup koadiutor St. Pölten w latach 1952–1956, arcybiskup metropolita Wiednia w latach 1956–1985, ordynariusz wiernych obrządku wschodniego w Austrii w latach 1956–1985, przewodniczący Konferencji Episkopatu Austrii w latach 1958–1985, kardynał prezbiter w latach 1958–2004, biskup polowy Austrii w latach 1959–1969, przewodniczący sekretariatu ds. niewierzących w latach 1965–1980, od 1985 arcybiskup senior archidiecezji wiedeńskiej.

## Życiorys
Studiował filozofię, teologię, biblistykę i religioznawstwo na Papieskim Uniwersytecie Gregoriańskim w Rzymie oraz w Papieskim Instytucie Biblijnym w Rzymie, a także na Uniwersytecie Katolickim w Lille (Francja). Przyjął święcenia kapłańskie w Rzymie 29 października 1933. Do 1945 (z przerwą na kontynuowanie studiów) pracował jako duszpasterz w diecezji St. Pölten. W latach 1945–1948 był wykładowcą kolegium w Krems oraz Uniwersytetu w Wiedniu.
3 lipca 1952 został mianowany biskupem koadiutorem St. Pölten (z prawem następstwa); jednocześnie otrzymał biskupią stolicę tytularną Liviade. Został konsekrowany na biskupa 31 sierpnia 1952. Nie objął jednak diecezji St. Pölten, w maju 1956 został awansowany na arcybiskupa Wiednia. W latach 1959–1968 był także wikariuszem wojskowym Austrii; ponadto kierował Konferencją Episkopatu Austrii.
15 grudnia 1958 papież Jan XXIII wyniósł go do godności kardynalskiej, nadając tytularny kościół prezbiterski S. Eusebio. Brał aktywny udział w obradach II soboru watykańskiego: wywarł wpływ na treść Deklaracji o stosunku Kościoła do religii niechrześcijańskich „Nostra aetate”. Jako kardynał uczestniczył w konklawe 1963 i dwukrotnie 1978, a także kierował Sekretariatem ds. Niewierzących (1965-1980). Brał także udział w sesjach Światowego Synodu Biskupów w Watykanie, w tym jako przewodniczący sesji w 1974 (III Sesja Zwyczajna).
W 1984 był specjalnym wysłannikiem papieża na Narodowy Kongres Eucharystyczny w Chorwacji. Rok później, po ukończeniu 80 lat, utracił czynne prawo wyborcze w konklawe, a także (we wrześniu 1985) złożył rezygnację z kierowania archidiecezją wiedeńską. Był ostatnim żyjącym kardynałem z nominacji Jana XXIII.
Uchodził za jednego z twórców watykańskiej polityki otwarcia na Europę Wschodnią. Miał dobre kontakty z Polską, czego wyrazem mogło być wysunięcie na drugim konklawe kandydatury kard. Karola Wojtyły. Był odznaczony Krzyżem Wielkim Orderu Zasługi Rzeczypospolitej Polskiej (1998), odebrał też doktorat honoris causa Uniwersytetu Jagiellońskiego (2003). Był także laureatem Nagrody Św. Wojciecha, jak uzasadniono za wkład w duchowo-kulturalną integrację Europy.